# Ashwaubenon
Ashwaubenon es una villa ubicada en el condado de Brown en el estado estadounidense de Wisconsin. En el Censo de 2010 tenía una población de 16.963 habitantes y una densidad poblacional de 513,36 personas por km².

## Geografía
Ashwaubenon se encuentra ubicada en las coordenadas 44°28′46″N 88°5′15″O / 44.47944, -88.08750. Según la Oficina del Censo de los Estados Unidos, Ashwaubenon tiene una superficie total de 33.04 km², de la cual 32.1 km² corresponden a tierra firme y (2.85%) 0.94 km² es agua.

## Demografía
Según el censo de 2010, había 16.963 personas residiendo en Ashwaubenon. La densidad de población era de 513,36 hab./km². De los 16.963 habitantes, Ashwaubenon estaba compuesto por el 90.59% blancos, el 1.2% eran afroamericanos, el 2.14% eran amerindios, el 3.15% eran asiáticos, el 0.02% eran isleños del Pacífico, el 0.94% eran de otras razas y el 1.96% pertenecían a dos o más razas. Del total de la población el 2.78% eran hispanos o latinos de cualquier raza.